# Nordmarks domsaga
Nordmarks domsaga var en domsaga i Värmlands län. Den bildades 1875 genom en utbrytning ur Södersysslets domsaga. Domsagan upplöstes 1971 i samband med tingsrättsreformen i Sverige och överfördes då till Arvika tingsrätt.
Domsagan ingick från 1963 i Hovrätten för Västra Sverige och före dess i Svea hovrätts domkrets.

## Härader
Domsagan omfattade:
- Nordmarks härad

## Tingslag
- Nordmarks tingslag

## Häradshövdingar
- 1875–1898 Per Sundblad
- 1899–1917 Adolf von Proschwitz
- 1917–1931 Birger Wijkmark
- 1932–1941 Gunnar Lundström
- 1942–1970 Tage Levinson